# Аждаров, Гусейн Гадим оглу
Гусейн Гадим оглы Аждаров (азерб. Hüseyn Qədim oğlu Əjdərov) 15 марта 1933, Кедабекский район — 15 марта 1984, Баку) — советский азербайджанский экономист, кандидат экономических наук, профессор, заслуженный экономист Азербайджанской ССР.

## Биография
Родился 15 марта 1933 года в селе Каламан Поладлинского совета Кедабекского района. В 1951 году с отличием окончил среднюю школу села Беюк Гарамурад имени М.Фузули.
В 1956 году с отличием окончил Азербайджанский институт народного хозяйства имени К. Маркса. После окончания института работал экономистом в районе имени 26-ти Бакинских комиссаров (ныне Сабаильский район) по направлению Министерства торговли Азербайджанской ССР.
В 1958 году окончил Марксистско-ленинский университет при Бакинском комитете Коммунистической партии Азербайджана. С 1961 по 1965 год продолжил образование на философском факультете МГУ. В 1965 году поступил в аспирантуру Института экономики Академии наук Азербайджанской ССР. В 1969 году защитил диссертацию на тему «Материально-техническая база государственной торговли и пути ее дальнейшего развития», в 1970 году решением ВАК СССР получил степень кандидата экономических наук.
В 1969 году работал научным сотрудником в Институте научно-исследовательской экономики при Госплане Азербайджанской ССР и был назначен на должность заведующего отделом. С 1972 по 1984 год работал начальником отдела, заместителем директора, директором Бакинского филиала Всесоюзного научно-исследовательского института Министерства торговли СССР.
В 1976 году решением Высшей аттестационной комиссии Кабинета Министров СССР Аждарову Гусейну Гадим оглу было присвоено звание старшего научного сотрудника. Написал около ста научных работ, более 5 рационализаторских предложений, 6 учебных и научно-методических рекомендаций, 4 монографий, посвященных многоплановым проблемам экономики. Под его руководством защищено около 200 дипломных работ и 6 кандидатских диссертаций.
В 1983 году докторская диссертация была обсуждена и передана на заседании ученого совета, но из-за тяжелой болезни он не смог завершить работу и скончался в 1984 году.

## Семья
- Сын — Аждаров Тахмасиб Гусейнович

## Награды
- «Заслуженный экономист Азербайджанской ССР».